# Grammostola aureostriata
Grammostola aureostriata är en spindelart som beskrevs av Schmidt och Bullmer 200. Grammostola aureostriata ingår i släktet Grammostola och familjen fågelspindlar. Inga underarter finns listade i Catalogue of Life.